# Minhaj-i Siraj Juzjani
Abū ʿAmr Minhāǧ ad-Dīn ʿUṯmān ibn Sirāǧ ad-Dīn Muḥammad Ǧūzǧānī (1193 — 1262), son nom complet est Abu Osman Minhajuddin bin Sirajuddin ((arabe : ابو عمرو منهاج الدين عثمان بن سراج الدين محمد جوزجاني), est né dans la capitale tournante de Ferozkoh qui était alors une partie de la province de Ghor. Ce fut un historien persan du XIIIe siècle).

## Biographie
En 1226, fuyant l'invasion mongole, Minhaj-i Siraj Juzjani émigre à Ucch puis à Delhi en Inde, où il passa le reste de sa vie. Arrivée dans le Sindhen 1227, il fut nommé par le dirigeant local Nasir ad-Din Qabacha  à la tête de la madrasah Firuza. L'année suivante, le sultan de Delhi Iltutmysh renversa Nasir ud-Din Kubachu et Juzjani s'installa à Delhi. Il a occupé des postes judiciaires jusqu'en 1263, était le directeur de la médersa Nasiriyye à Delhi.
Il devint le principal historien du Sultanat mamelouk de Delhi dans le nord de l'Inde. Dans la première moitié du XIIIe siècle après avoir occupé les plus hautes positions religieuses du sultanat turc et il fut un écrivain érudit qui atteint une grande renommée parmi les historiens indo-iraniens.
L'année de sa mort est inconnue.

## Regards sur l’œuvre
Il a écrit l'histoire de la dynastie Ghurid. Il a également écrit le Tabaqat-i Nasiri (1260 CE) pour le sultan Nasiruddin Mahmud Shah de Delhi.
Vers 1260 Minhaj-i Siraj Juzjani acheva la compilation en persan, composée de 23 catégories (tabakat), dédiée au fils du Shah Nâsir ud-Dîn Mahmûd, d'où le nom Tabakat-i Nasiri (Nasirov grades). L'ouvrage de Juzjani est la principale source sur l'histoire de La dynastie des Ghorides (Ghurides ou Ghourides) (غوریان), pour la compilation de laquelle l'auteur a utilisé la chronique poétique de Fakhr al-Din Mubarak Shah Merverudi, ainsi que sur l'histoire du Sultanat de Delhi. La dernière catégorie, XXIII, est consacrée à la description de l'empire mongol et à l'invasion des troupes de Gengis Khan au Khorasan. L'auteur a utilisé des sources primaires qui n'ont pas survécu à ce jour, son attitude envers les Mongols est extrêmement hostile.

## Postérité
Il n'existe pas d'édition complète de Tabakat-i Nasiri . En 1863-1864, à Calcutta W. Nassau Lees a publié une partie du texte - rangs XI et XVII-XXIII. À Londres en 1881, une traduction anglaise incomplète de GD Raventy (anglais) avec des commentaires fut également  été publiée - rangs VII-XXIII. Des documents liés à l'histoire de la Horde d'Or (traduction par V.G. Tizengauzen ). Quelques autres chapitres ont été traduits en russe.